# Silvio Rodríguez Villalobos
Silvio Rodríguez Villalobos (Talca, 15 de mayo de 1931-Santiago, 7 de septiembre de 2018) fue un abogado, comerciante y político chileno, diputado por el Partido Nacional entre 1969 y 1973.

## Biografía
Nació en Talca el 15 de mayo de 1931. Hijo de José María Rodríguez Gutiérrez y Carmen Villalobos Alcántara. Falleció en Santiago de Chile el 7 de noviembre de 2018 víctima de un cáncer.
Se casó con María Teresa Abásolo Martínez, tuvieron cuatro hijos.
Entre los años 1937 a 1947 realizó sus estudios en el Liceo de Hombres de Talca. Finalizada su etapa escolar, en 1948 ingresó a la Carrera de Derecho de la Universidad de Chile donde egresó en 1952.
Además, durante su juventud participó en la selección local de básquetbol siendo el capitán por cerca de una década. Figuró a nivel nacional y fue campeón de la zona central.
Participó en el Deportivo Español por varios años.

### Vida pública
En las elecciones municipales de 1967 fue elegido regidor de Talca en representación del Partido Nacional (PN), sirvió hasta 1969. 
En las elecciones parlamentarias de 1969 fue elegido diputado por la Decimosegunda Agrupación Departamental, correspondiente a Talca, Lontué y Curepto, periodo 1969-1973. Integró la Comisión Permanente de Economía y Comercio; la de Trabajo y Seguridad Social; y la de Minería. Miembro del Comité parlamentario del Partido Nacional entre 1969 y 1970.
En las elecciones parlamentarias de 1973 fue reelegido diputado por la misma Agrupación Departamental, por el periodo 1973-1977. Estuvo integrando la Comisión Permanente de Hacienda. El Golpe militar del 11 de septiembre de 1973 puso término anticipado a su período, tras la disolución del Congreso Nacional.
En las elecciones parlamentarias de 1989 se postuló a senador por la Región del Maule, sin resultar electo.
A junio de 2011 es director de la Cámara de Comercio de Talca A.G., por el período 2010-2012.

## Reconocimientos
Fue proclamado "Hijo Ilustre de la Ciudad" (Talca) en la celebración de los 266 años de la capital maulina.

## Historial electoral

### Elecciones parlamentarias de 1973
- Diputado por la Duodécima Agrupación Departamental

### Elecciones parlamentarias de 1989
- Elecciones parlamentarias de 1989, para la Circunscripción 10, Maule Norte [2]